# 시스콘로보틱스
시스콘로보틱스는 2013년에 설립된 대한민국 물류 로봇기업이며, 오랫동안 쌓아온 공장 자동화 SI 경험을 바탕으로 로봇과 연계되는 사업을 추진하고 있다. 물류시스템과 IT솔루션을 결합해 부가가치를 높이고 있다. 시스콘은 올해 1분기 머신비전 전문기업인 브이원텍에 인수되면서 새로운 도약을 꿈꾸고 있다. 머신비전과 물류로봇 분야에서 축적한 노하우를 결합해 새로운 시너지 효과를 낼수 있을 것으로 기대되고 있다.
시스콘은 스마트 팩토리 내 로봇시스템과 자율주행로봇(AMR·Autonomous Mobile Robot)을 개발해 공급하고 있다. 특히 딥러닝 등 AI 기반 AMR을 활용해 글로벌 시장에서 전문기업으로 인정받고 있다. 시스콘의 AMR은 자율적으로 주변 환경을 살피고 장애물을 감지해 목적지까지 최적 경로를 찾아간다. 기존 무인운반차(AGV·Automated Guided Vehicle)에서 제한적일 수 밖에 없었던 경로나 환경을 극복할 수 있는 최적의 로봇이다. 360도 라이더 센서를 이용한 주변 감지, 장애물 감지를 통해 안전한 자율주행이 가능하다. 고정된 경로 또는 최적의 경로를 운영자가 선택할 수 있어 작업의 유연성과 효율성의 극대화, 생산성 향상 및 노동력 절감 등 효과를 거둘 수 있다.
시스콘은 지난 2019년 현대모비스의 전기차 제조라인에서 EV 부품을 공정간 이송하는 AMR 공급 입찰에서 글로벌 AMR 제조사를 제치고 계약을 체결한 바 있다.
시스콘은 AMR이 생산라인 물류로봇 이외에도 유통·물류창고에 투입 가능한 창고형 물류로봇, 무인주차로봇 등 다양한 분야로의 응용이 가능해 스마트팩토리 및 스마트시티로의 변화 과정에서 핵심적인 역할을 할 것으로 기대하고 있다. 이를 위해 시스콘은 물류·공장 자동화 이외 전시장, 박물관, 도서관, 병원, 호텔, 공항, 극장 등에 적용 가능한 서비스·안내 로봇도 진행하고 있다.

## 수상
2021년 로봇신문에 의해 '올해의 대한민국 로봇기업(Korea Robot Company of the Year 2021)'에 선정되었다.